# Oonopoides maxillaris
Oonopoides maxillaris är en spindelart som beskrevs av Bryant 1940. Oonopoides maxillaris ingår i släktet Oonopoides och familjen dansspindlar.
Artens utbredningsområde är Kuba. Inga underarter finns listade i Catalogue of Life.